# Antoine Sevruguin
Antoine ou Antoin Sevruguin (en persan : آنتوان سورگین), né en 1851 à Téhéran et mort dans la même ville en 1933, est un photographe actif en Iran lors de la dynastie kadjar.

## Biographie
Antoine Sevruguin est né à l'ambassade russe de Téhéran dans une famille qui avait des racines Arméniennes (son père, Vassil de Sevruguin) et géorgiennes (sa mère, Achin Khanoum). Après la mort de son père, sa mère, qui s'était vue refuser une pension, retourna à Tbilissi puis à Akoulis. Il suivit des études de peinture, puis retourna en Iran vers 1870, ouvrant un studio photographique professionnel à Tabriz puis à Téhéran, et conservant des liens avec la Géorgie et le photographe Dimitri Ermakov, son mentor.
Nasseredine Chah, qui le fit photographe officiel, le récompensa par l'ordre du Lion et du Soleil. Il reçut aussi des médailles d'honneur lors des expositions universelles de Paris et de Bruxelles.
Une partie de son travail fut détruit lors du règne de Mohammad Ali Chah (1907-1909), lorsque le parlement fut bombardé et qu'il dut trouver refuge à l'ambassade du Royaume-Uni. Après la chute de la dynastie kadjar, le reste de ses plaques photographiques furent confisquées par Reza Chah Pahlavi. Aujourd'hui, des 7000 plaques photographiques qu'il avait faites, seules 696 sont parvenues jusqu'à nous.
Certaines de ses photographies sont apparues non créditées dans certains récits de voyage, comme ceux de Percy Sykes et de sa sœur.
Antoine Sevrugin fut l'époux de Louise Gourgenian, une irano-arménienne avec qui il eut sept enfants.

## Expositions
- 2014 : Musée iranien de la photo[3] : photos de sa famille
- 2014 : photos de la pendaison de Mirza Reza Kermani, qui avait assassiné Nasseredin Shah[4]

## Galerie

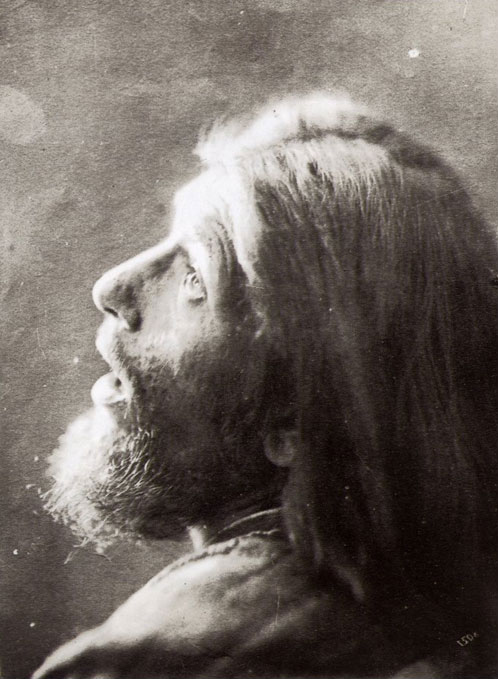
Un Derviche
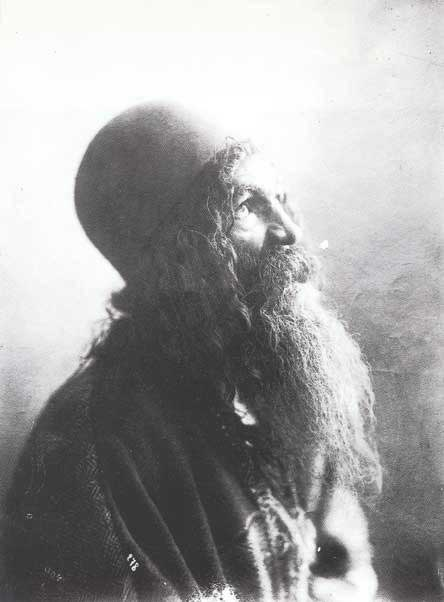
Un Derviche
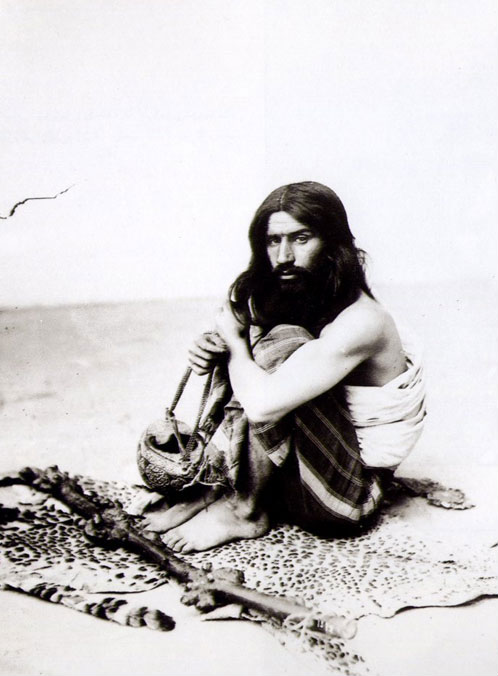
Un Derviche
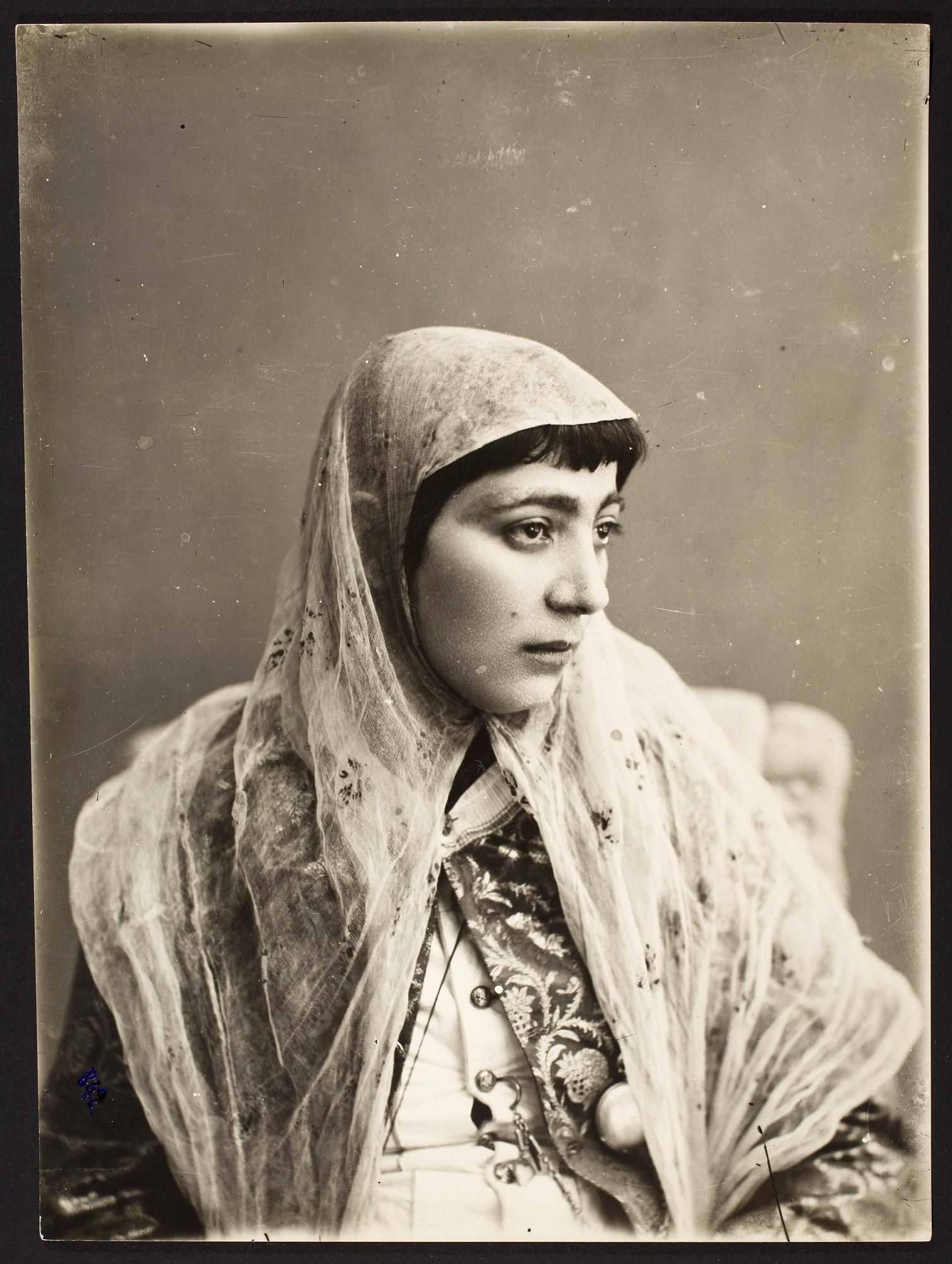
Portrait
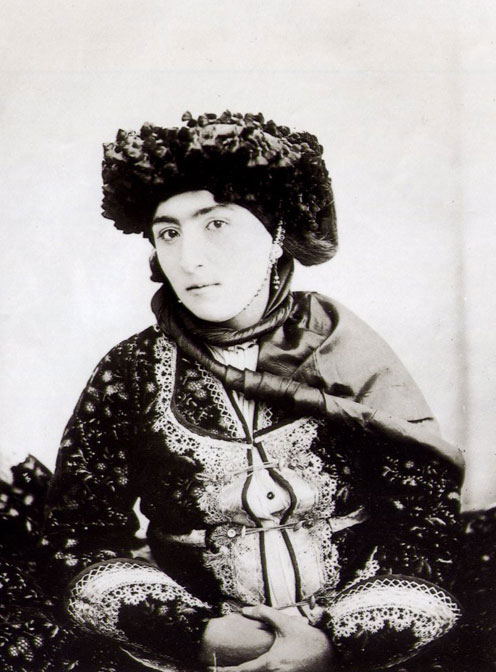
Une Kurde
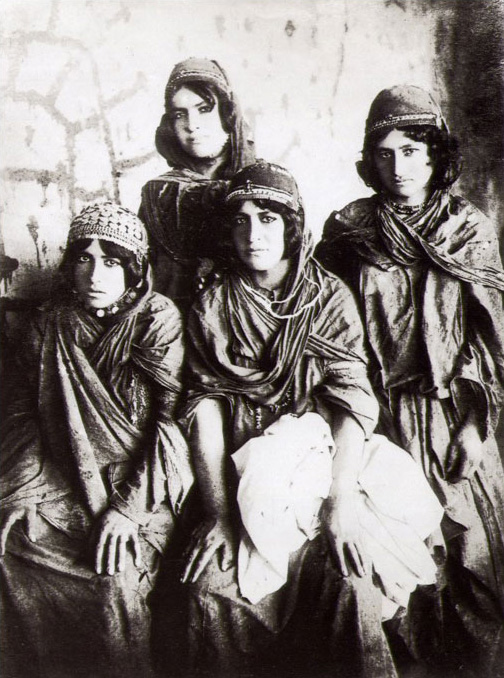
Jeunes Kurdes
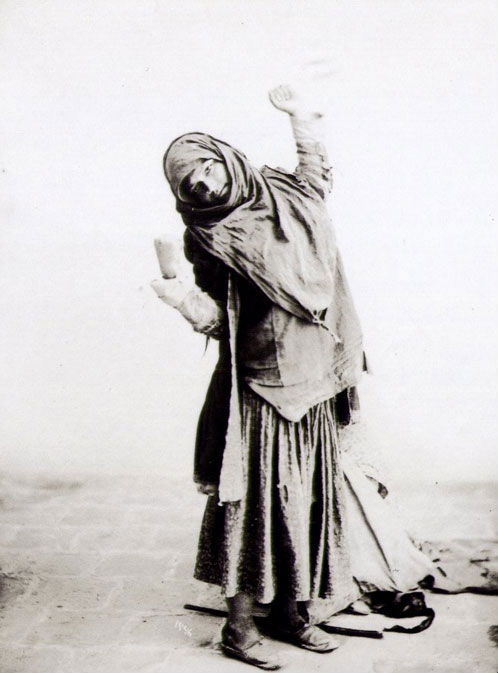
Danseuse tzigane
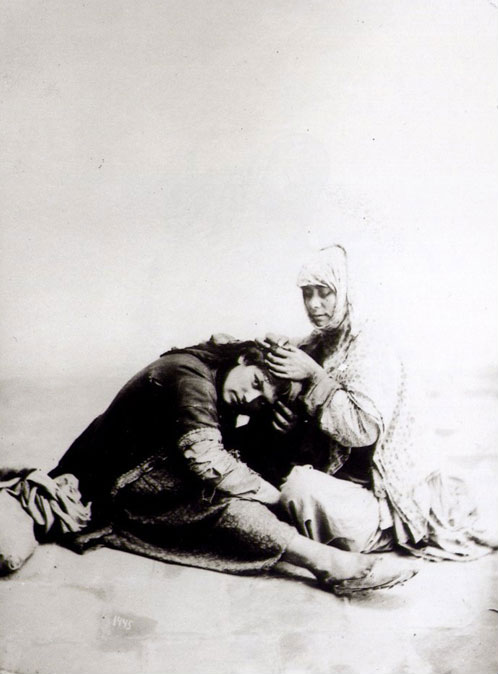
Femmes roms
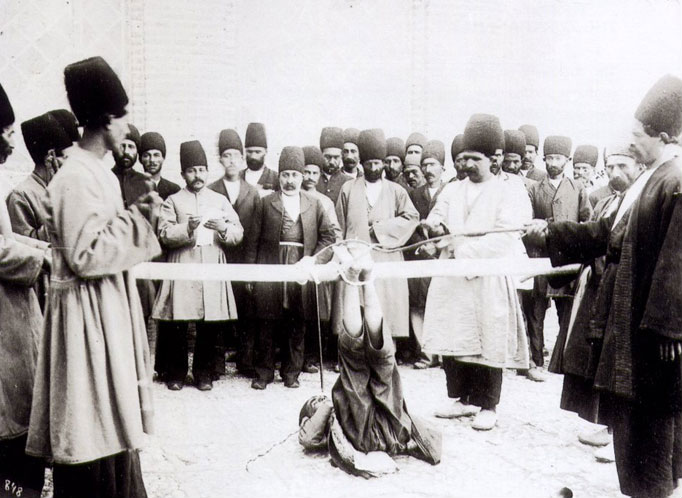
Un condamné se fait fouetter les pieds
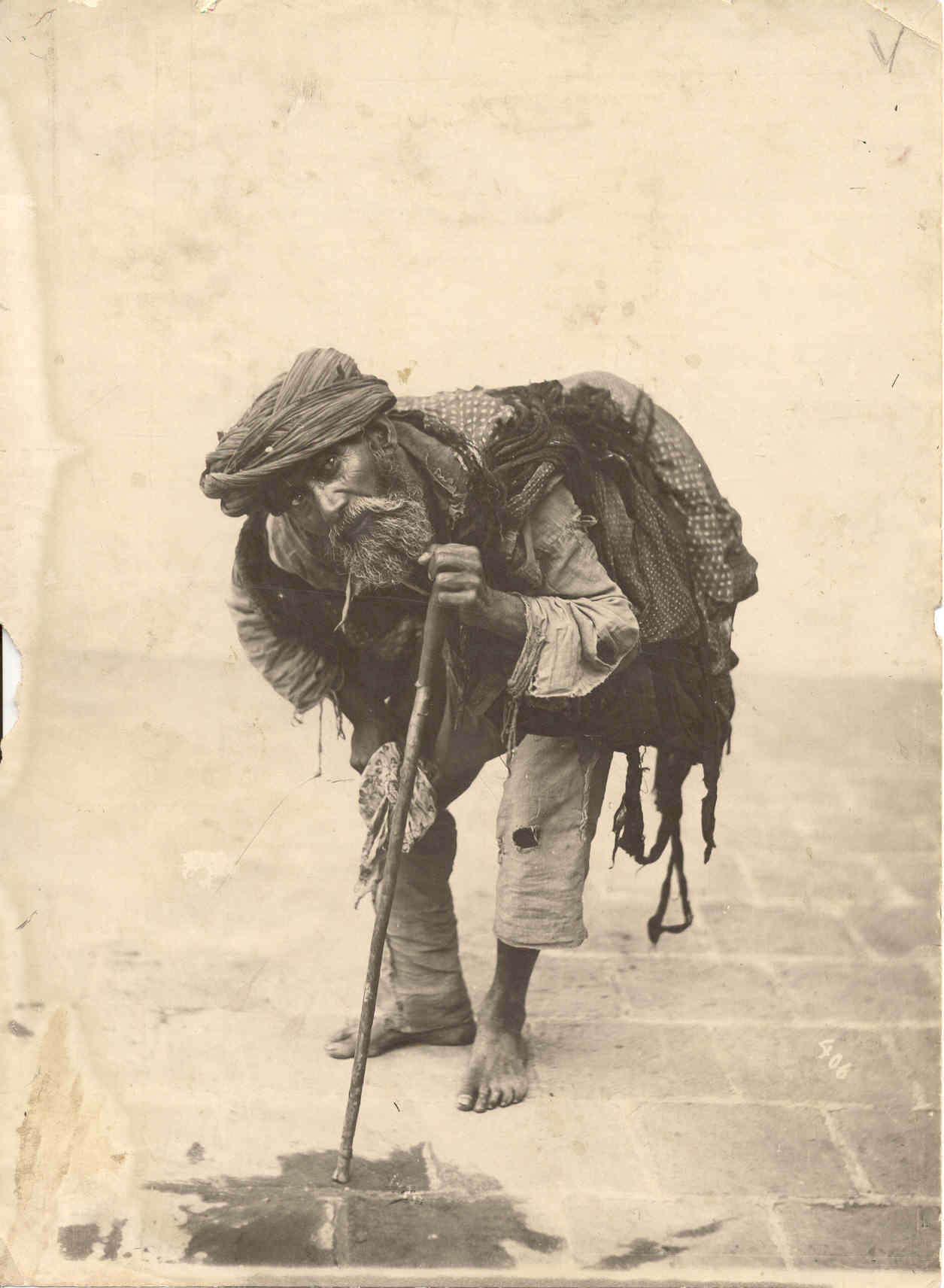
Un mendiant
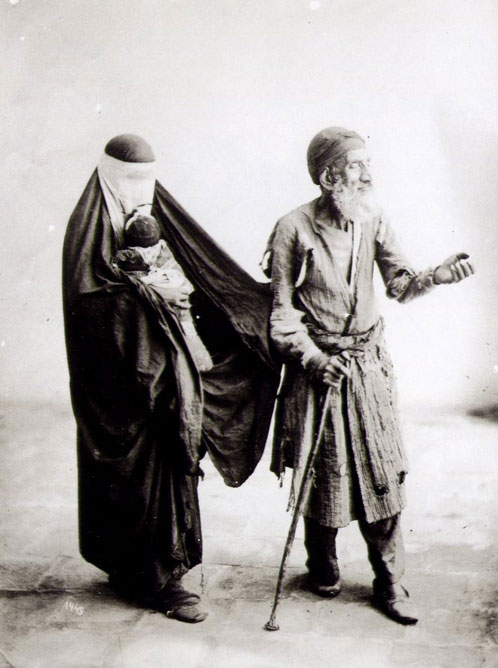
Un mendiant aveugle, une femme et un enfant.
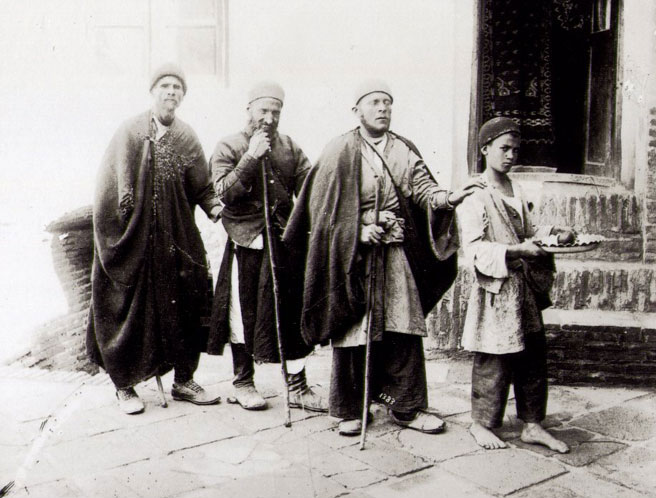
Trois aveugles et un enfant les guidant.
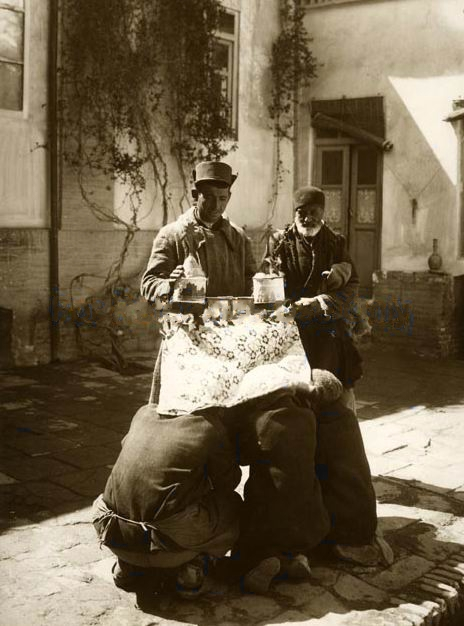
Hommes regardant des images animées dans un Shahr i farang
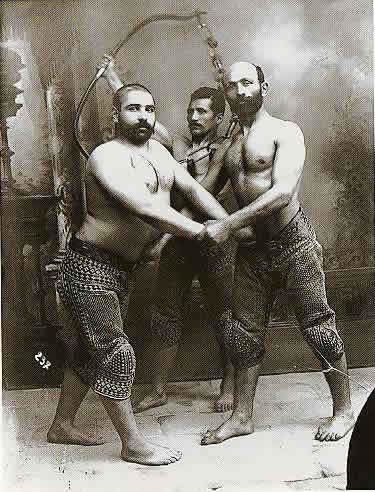
Sportifs pratiquant du Varzesh-e Pahlavani
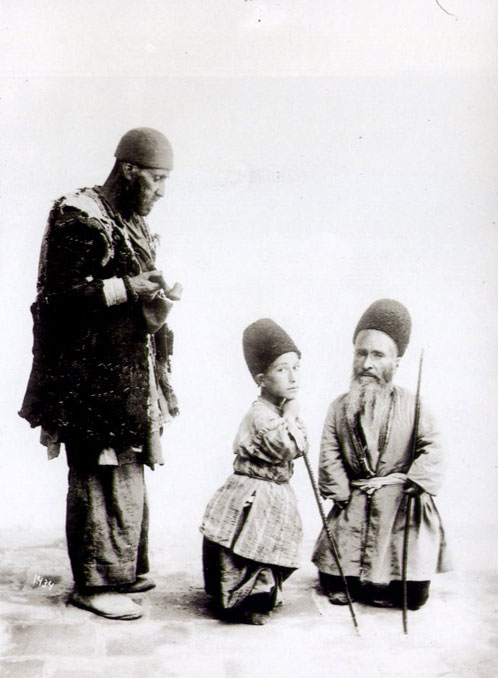
Un homme et deux nains
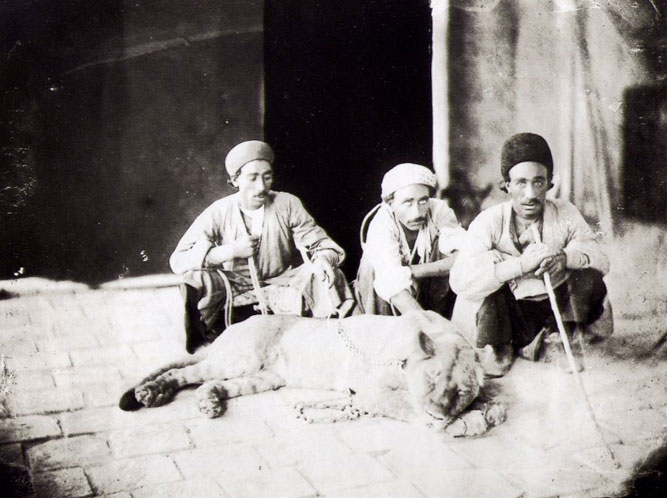
Trois hommes avec un lion
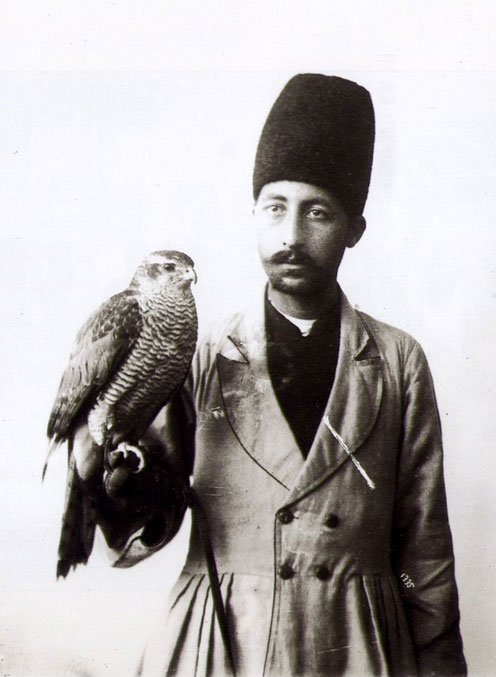
Un fauconnier
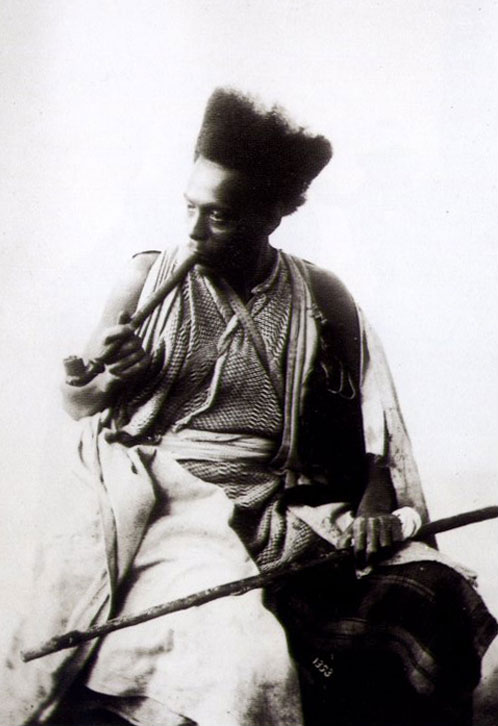
Homme fumant une pipe.
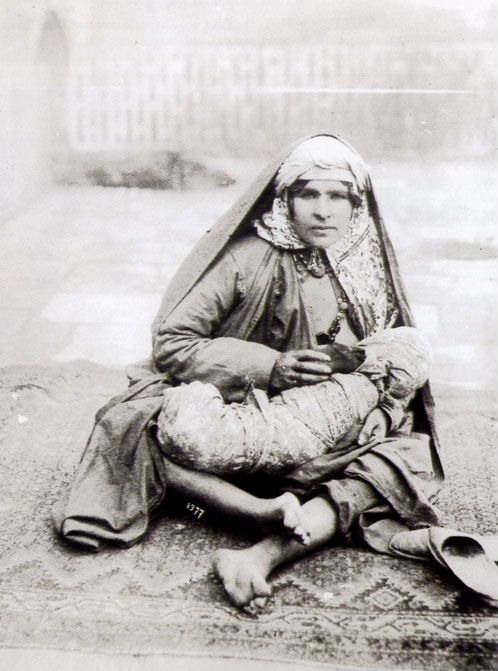
Mère allaitant son enfant.
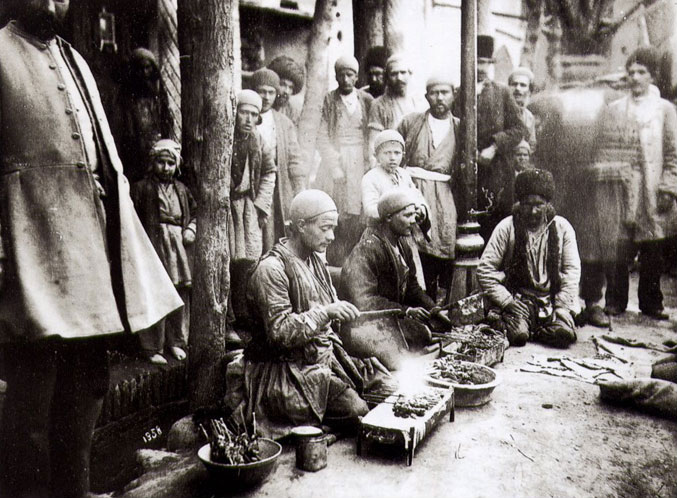
Cuisine dans la rue
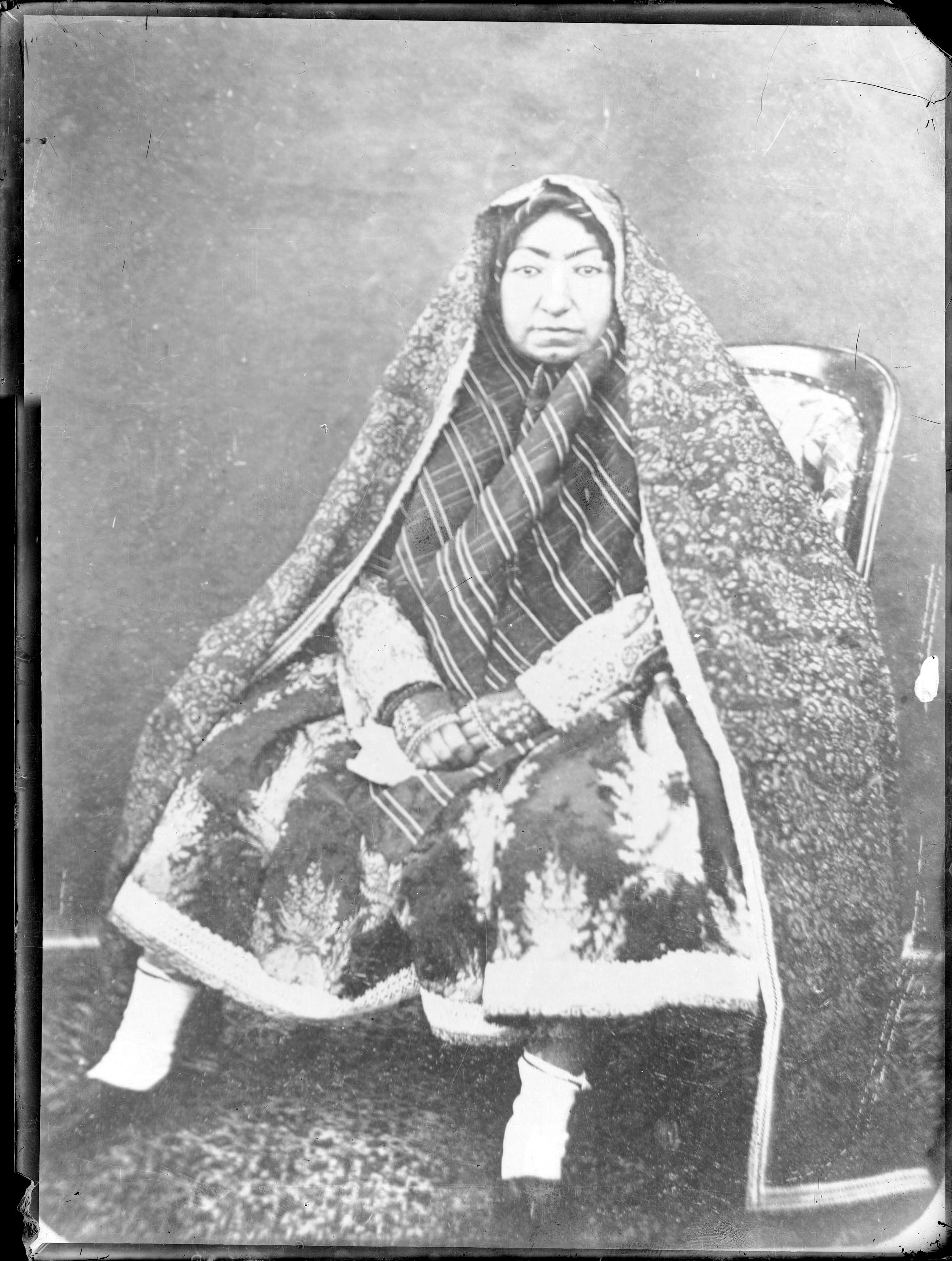
Malek Jahan Khanom, Mahd-e Olia
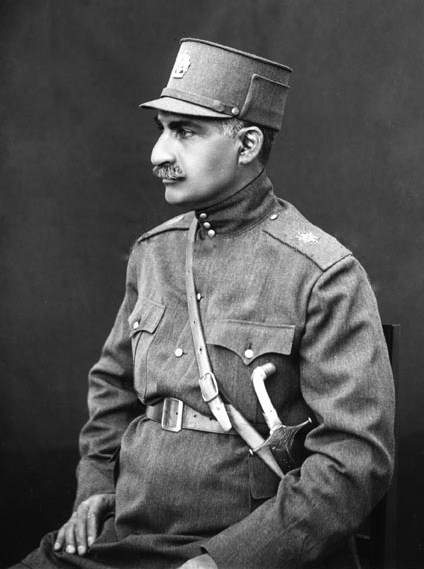
Reza Chah
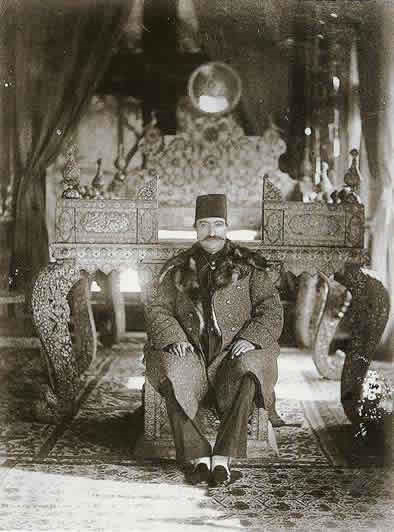
Nasseredin Shah
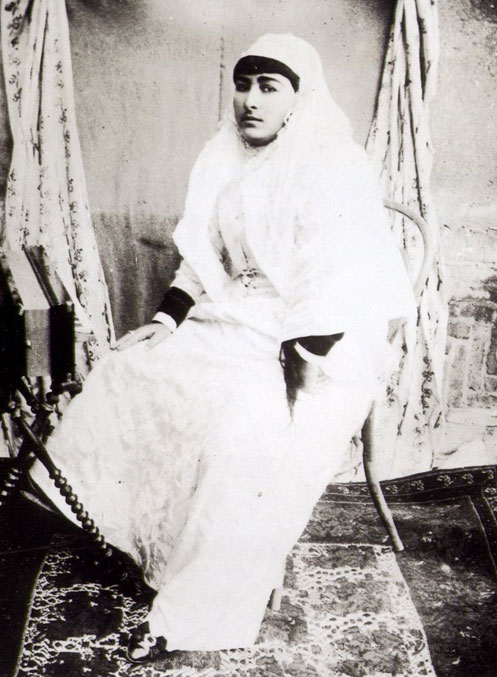
Portrait de la princesse Malekeh-Afagh Khanoum Bahmani-Qajar
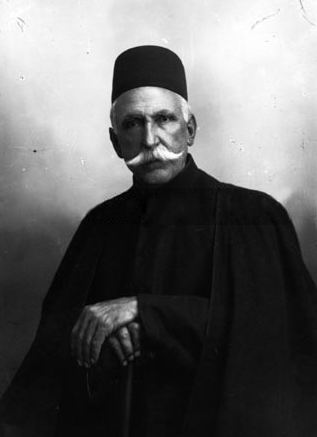
Kamal-ol-molk
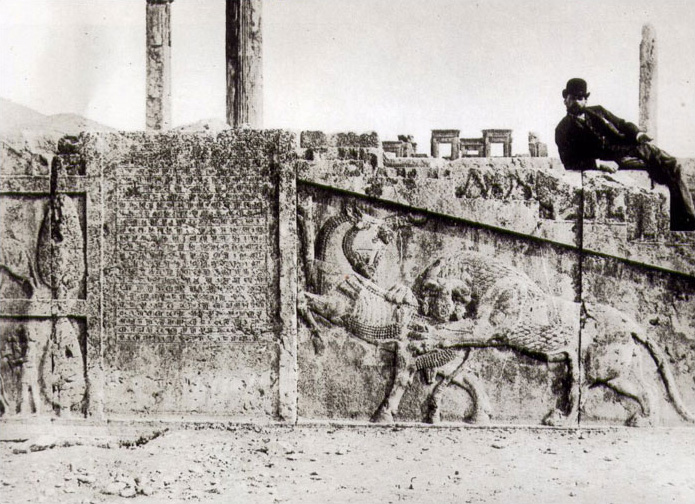
Persépolis
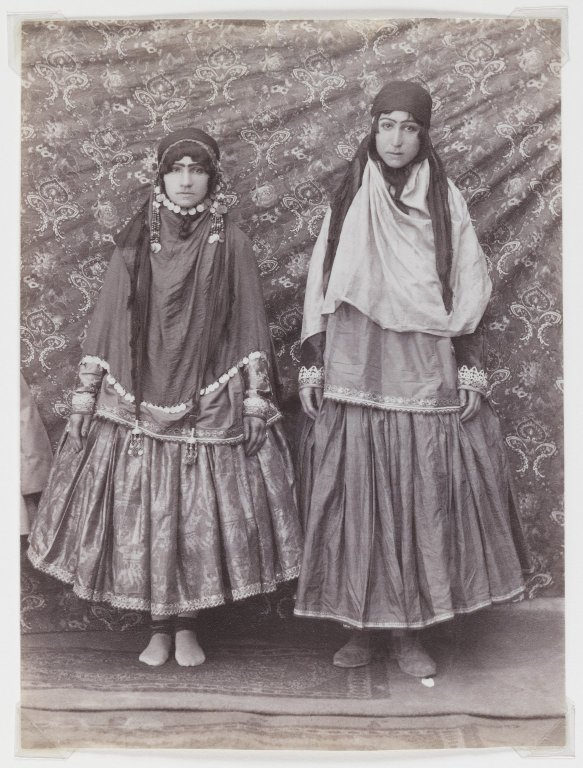
Femmes en costumes traditionnels
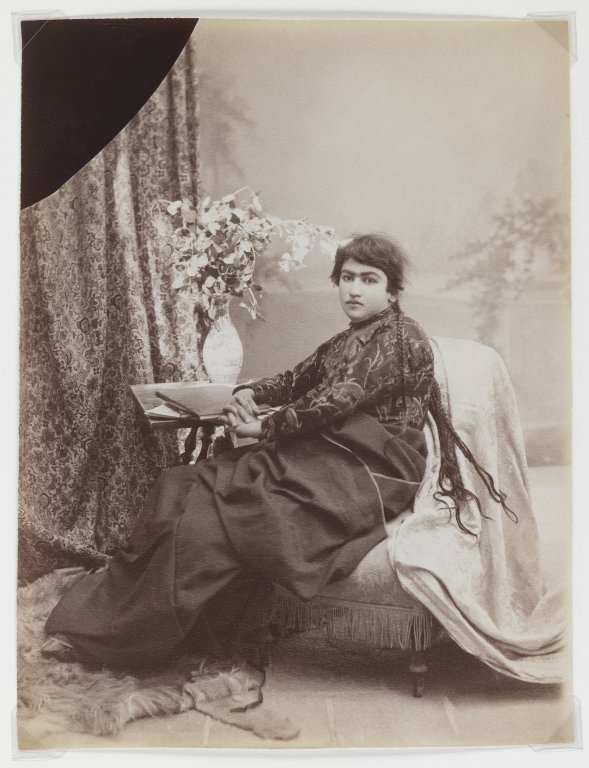
Portrait
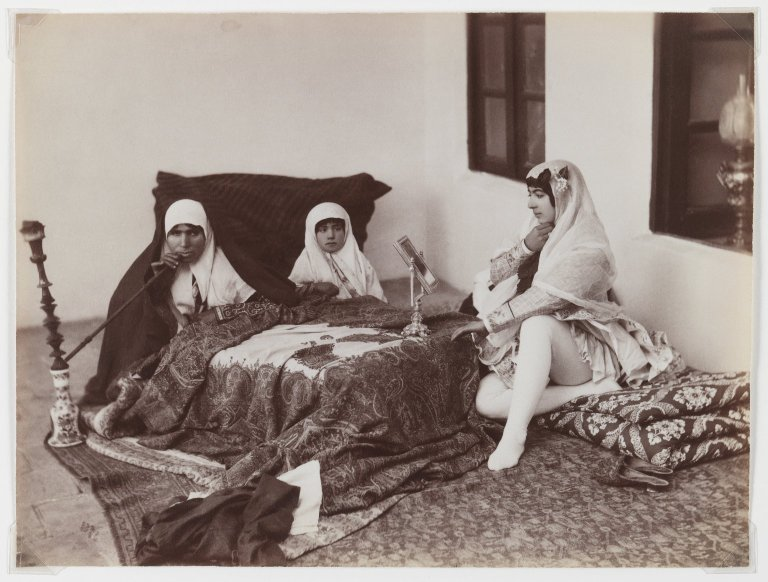
Deux femmes et un enfant dans un harem
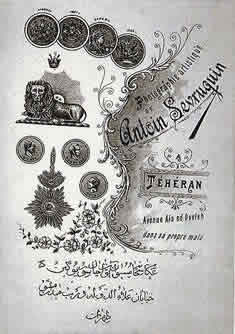
Sa carte de visite
Sa signature